# ファイ・ベータ・カッパ
ファイ・ベータ・カッパ（Phi Beta Kappa、ΦΒΚ）は、アメリカ合衆国最古の学術系名誉団体（Academic Honor Society）。米国社会においては、会員に選ばれることは非常に名誉なこととされている。一度会員になると、その資格は生涯有効である。

## 概要
1776年に、ウィリアム・アンド・メアリー大学で結成されたフラタニティに起源を有し、現在は全米の293大学に支部を有する。
会員の選定は、支部（大学）ごとに行われ、完全招待制である。学業成績が卓越した学部生が3年次（Junior year）または卒業前（Senior year）に選出されることが一般的であるが、研究成果等に基づいて修士課程や博士課程の大学院生を会員に選出する支部も存在する。
名称は、ギリシャ語でのモットーである"Φιλοσοφία Βίου Κυβερνήτης"(「智恵を愛することは人生の指針になる」)の頭文字であるΦ（Phi）、Β（Beta）、Κ（Kappa）に由来する。

## 会員
歴代会員には、17人のアメリカ大統領、42人の連邦最高裁判所判事、150人以上のノーベル賞受賞者が含まれている。
幕末にニュージャージー州のラトガーズ大学に留学した福井藩士日下部太郎は、卒業直前に現地で病死したものの、優秀な学業成績が認められてファイ・ベータ・カッパに選ばれ、死後に友人のウィリアム・グリフィスが会員の証である金の鍵を日本まで届けた。